# HR 999
Désignations
HR 999, également désignée HD 20644, est une étoile géante de la constellation zodiacale du Bélier. Elle est visible à l’œil nu avec une magnitude apparente de 4,47. D'après les mesures de parallaxe réalisées par le satellite Hipparcos, l'étoile est distante de ∼ 543 a.l. (∼ 166 pc) de la Terre. Elle se rapproche quelque peu du système solaire avec une vitesse radiale héliocentrique de −3 km/s.

## Désignations
HR 999 est la 5e étoile la plus brillante du Bélier, mais pourtant elle ne possède ni désignation de Bayer, ni désignation de Flamsteed. HR 999 est sa désignation dans le Bright Star Catalogue, tandis que HD 20644 est sa désignation dans le catalogue Henry Draper.

## Propriétés
HR 999 est une étoile géante orangée de type spectral K3IIIaBa0.5, avec la notation « IIIa » (lire « trois a ») indiquant qu'il s'agit d'une géante particulièrement lumineuse pour sa classe. D'autres classifications spectrales lui donnent d'ailleurs un type K2II-III, intermédiaire entre une étoile géante normale et une géante lumineuse. Son rayon est 75 fois plus grand que celui du Soleil et elle est près de 1300 fois plus lumineuse que le Soleil. Sa température de surface est de 4 073 K.
La notation « Ba0.5 » derrière sa classe de luminosité signifie que son spectre présente une raie du baryum inhabituellement prononcée. Cela fait de HR 999 une étoile à baryum, mais cette anomalie demeure toutefois très légère. Ce type d'étoile présente une surabondance d'éléments chimiques issus du processus s, dont on pense qu'ils ont été donnés à la suite d'un transfert de masse passé par un compagnon plus évolué lorsqu'il était sur la branche asymptotique des géantes, et qui est désormais devenu une naine blanche. Cependant, aucun compagnon qui accompagnerait HR 999 n'a été détecté à ce jour.
Il existe deux possibilités quant à sa position sur le diagramme de Hertzsprung-Russell. Il y a 75% de chance que l'étoile soit actuellement sur la branche des géantes rouges, fusionnant l'hydrogène dans une coquille entourant un cœur inerte d'hélium. Si c'est le cas, elle est 1,20 fois plus massive que le Soleil et elle est âgée de 4 milliards d'années. Elle pourrait également être, avec une probabilité de 25%, une étoile de la branche horizontale qui fusionne l'hélium contenu dans son cœur par la réaction triple alpha, ainsi que l'hydrogène en hélium dans une enveloppe autour du cœur. Si c'est le cas, elle est 1,10 fois plus massive que le Soleil seulement et elle est âgée de 5 milliards d'années. D'autres estimations produisent cependant une masse plus élevée de 3,07 M☉, ce qui lui donnerait un âge de 0,35 milliard d'années seulement.